# Autonomie fiscale basque
L'autonomie fiscale basque est une prérogative fiscale accordée par le pouvoir central espagnol à la communauté autonome du Pays basque. Cette dernière dispose de la liberté de fixer les impôts sur son territoire.

## Concept
La communauté autonome basque possède son propre impôt sur le revenu, son propre impôt sur les sociétés et ses impôts sur le patrimoine, sur les successions et les donations. Il fixe les taux, perçoit les recettes et gère seul le produit de ces différents impôts.
En vertu du même accord, la Communauté autonome basque est tenue de financer une part des charges générales de l’État espagnol, pour l’essentiel la défense et la représentation diplomatique. Cette contribution (« cupo ») s’élève chaque année à 6,24 % du PIB de la Communauté autonome basque. Il est intéressant de constater qu’il s’agit ici d’un système inverse à celui qui existe en France puisque dans le cas de la Communauté autonome basque, c’est la collectivité territoriale qui finance une partie des dépenses de l’État central.
Le budget basque est financé à hauteur de 90 % par les impôts prélevés par la Communauté autonome, de 6 % par des emprunts publics, de 3 % par des recettes propres et de 1 % par des transferts de l’État espagnol et fonds européens.

## Histoire
L'autonomie fiscale basque remonte au XVIe siècle, lorsque le Pays Basque a conservé son régime fiscal après son annexion au royaume de Castille. À partir de 1841 pour la Navarre et 1876 pour les autres provinces, le Pays Basque est obligé de contribuer au financement des charges de l’État central.
Le dictateur Francisco Franco décide de punir les provinces basques qui ne l'avaient pas soutenu en leur retirant leur autonomie fiscale. Elle leur est à nouveau accordée par l’Accord Financier (Concierto Economico) signé avec le gouvernement central espagnol en 1981, après la chute du dirigeant.